# 拉伊蒙多·丁泽奥
拉伊蒙多·丁泽奥（義大利語：Raimondo D'Inzeo，1925年2月8日—2013年11月15日），意大利男子马术运动员。他曾代表意大利参加1948年、1952年、1956年、1960年、1964年、1968年、1972年和1976年夏季奥林匹克运动会马术比赛。